# Lufengia
Lufengia — викопний рід тритилодонтів із синемюрського періоду (ранньої юри) в Юньнані, Китай. Це може бути старшим синонімом спорідненого роду Dianzhongia, знайденого поблизу. Цей таксон є найчисленнішим видом у цьому шарі, налічуючи до 8 екземплярів.